# Суперкубок Іспанії з футболу 2022
Суперкубок Іспанії з футболу 2022 — 37-й розіграш турніру. Матчі відбувалися з 11 по 15 січня 2023 року між чотирма найсильнішими командами Іспанії сезону 2021—22. Суперкубок Іспанії здобула «Барселона».
| Володар Суперкубка Іспанії 2022 |
| ------------------------------- |
|                                 |
| Барселона Чотирнадцятий титул   |

## Формат
У турнірі взяли участь фіналісти Кубка Іспанії та дві найкращі команди Ліги:
- Чемпіон Іспанії — «Реал Мадрид»[2]
- Віце-чемпіон Іспанії — «Барселона»
- Володар Кубка Іспанії — «Реал Бетіс»
- Фіналіст Кубка Іспанії — «Валенсія»

## Півфінали
| 11 січня 2023 21:00 (EEST) |

| Реал Мадрид                          | 1:1      | Валенсія                                     |
| ------------------------------------ | -------- | -------------------------------------------- |
| Бензема 39' (пен.)                   | Протокол | Ліно 46'                                     |
|                                      | Пенальті |                                              |
| - Бензема - Модрич - Кроос - Асенсіо | 4:3      | - Кавані - Джемерт - Моріба - Гільямон - Гая |

| Міжнародний стадіон імені Короля Фахда, Ер-Ріяд Глядачів: 50,492 Арбітр: Алехандро Ернандес Ернандес (Канарські острови) |

| 12 січня 2023 21:00 (EEST) |

| Реал Бетіс                                   | 2:2      | Барселона                               |
| -------------------------------------------- | -------- | --------------------------------------- |
| Фекір 77' Лоренсо 101'                       | Протокол | Левандовський 40' Фаті 93'              |
|                                              | Пенальті |                                         |
| - Вілліан Жозе - Лоренсо - Хуанмі - Карвалью | 2:4      | - Левандовський - Кесс'є - Фаті - Педрі |

| Міжнародний стадіон імені Короля Фахда, Ер-Ріяд Глядачів: 38,629 Арбітр: Карлос дель Серро Гранде (Мадрид) |

## Фінал
| 15 січня 2023 21:00 (EEST) |

| Реал Мадрид   | 1:3      | Барселона                            |
| ------------- | -------- | ------------------------------------ |
| Бензема 90+3' | Протокол | Гаві 33' Левандовський 45' Педрі 69' |

| Міжнародний стадіон імені Короля Фахда, Ер-Ріяд Глядачів: 68,700 Арбітр: Рікардо де Бургос (Більбао) |

| Реал Мадрид | Барселона |

| ВР              | 1  | Тібо Куртуа        |     |     |
| ЗХ              | 2  | Данієль Карвахаль  |     | 72' |
| ЗХ              | 3  | Едер Мілітао       |     |     |
| ЗХ              | 22 | Антоніо Рюдігер    |     |     |
| ЗХ              | 23 | Ферлан Манді       | 32' |     |
| ПЗ              | 8  | Тоні Кроос         |     | 72' |
| ПЗ              | 10 | Лука Модрич        |     | 65' |
| ПЗ              | 12 | Едуарду Камавінга  |     | 46' |
| НП              | 15 | Федеріко Вальверде | 82' |     |
| НП              | 9  | Карім Бензема      |     |     |
| НП              | 20 | Вінісіус Жуніор    |     |     |
| Заміни:         |    |                    |     |     |
| ЗХ              | 6  | Начо               |     | 72' |
| ПЗ              | 19 | Дані Себальйос     |     | 65' |
| НП              | 11 | Марко Асенсіо      |     | 72' |
| НП              | 21 | Родріго            |     | 46' |
| Тренер:         |    |                    |     |     |
| Карло Анчелотті |    |                    |     |     |

| ВР            | 1  | Марк-Андре тер Штеґен |     |     |
| ЗХ            | 4  | Рональд Араухо        | 68' | 86' |
| ЗХ            | 23 | Жуль Кунде            |     |     |
| ЗХ            | 15 | Андреас Крістенсен    | 49' |     |
| ЗХ            | 28 | Алехандро Бальде      |     |     |
| ПЗ            | 5  | Серхіо Бускетс        |     |     |
| ПЗ            | 21 | Френкі де Йонг        |     | 87' |
| ПЗ            | 30 | Гаві                  |     | 90' |
| НП            | 7  | Усман Дембеле         |     | 78' |
| НП            | 9  | Роберт Левандовський  |     |     |
| НП            | 8  | Педрі                 |     | 90' |
| Заміни:       |    |                       |     |     |
| ЗХ            | 24 | Ерік Гарсія           |     | 86' |
| ПЗ            | 19 | Франк Кесс'є          |     | 87' |
| ПЗ            | 20 | Сержі Роберто         |     | 90' |
| НП            | 10 | Ансу Фаті             |     | 90' |
| НП            | 22 | Рафінья               |     | 78' |
| Тренер:       |    |                       |     |     |
| Хаві Ернандес |    |                       |     |     |